# Herztier

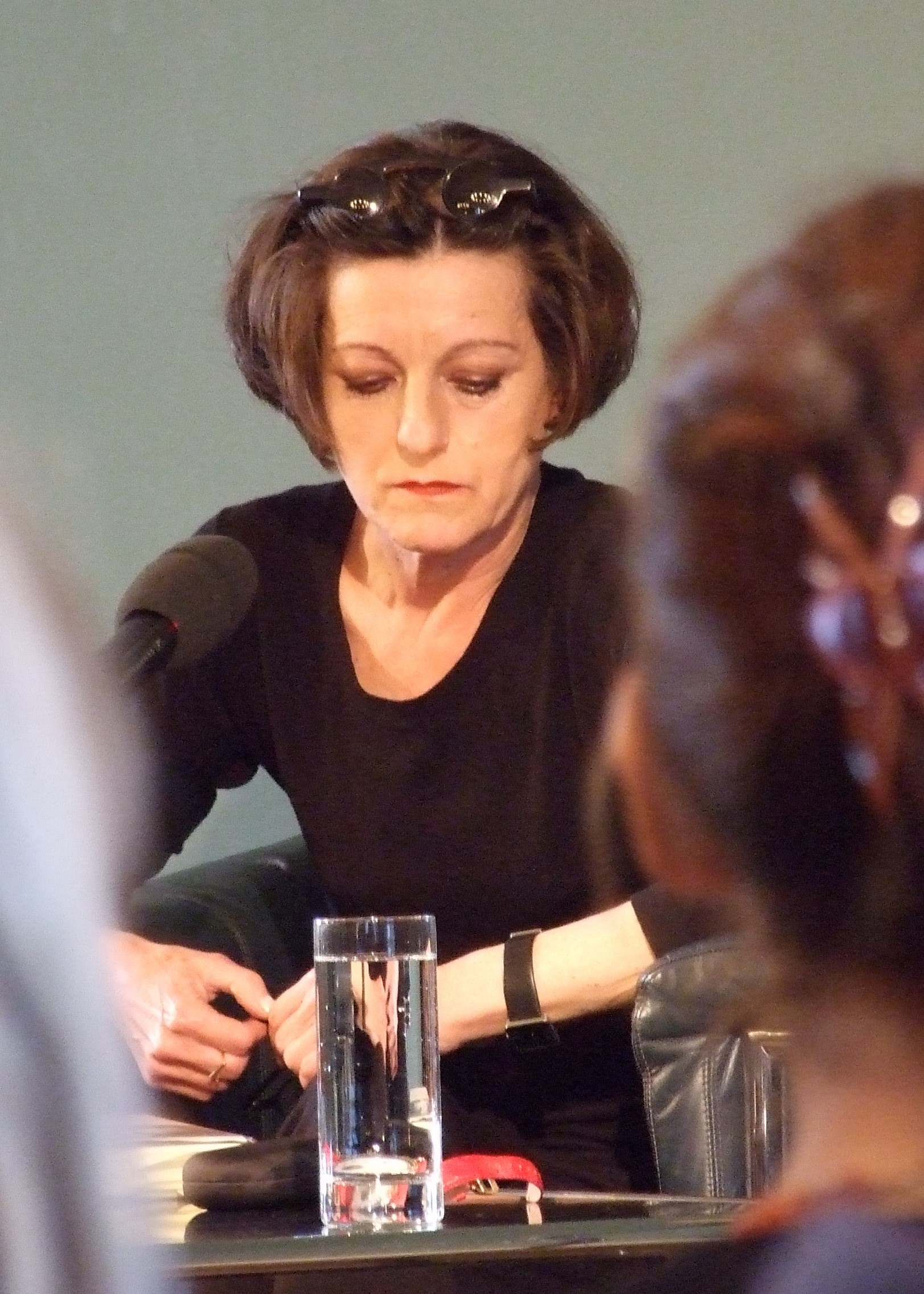
Herta Müller (2009)

Herztier ist der zweite Roman der Literatur-Nobelpreisträgerin Herta Müller; er erschien 1994 im Rowohlt Verlag. Im Mittelpunkt stehen vier junge Menschen, die im totalitären Ceaușescu-Regime Rumäniens der 1980er Jahre leben und versuchen, der Diktatur zu entkommen. Die Ich-Erzählerin ist eine junge Angehörige der deutschen Minderheit der Banater Schwaben, ähnlich wie Herta Müller.
Dem Roman ist ein Gedicht von Gellu Naum, dem berühmten rumänischen Surrealisten,  vorangestellt.

## Titel und Begriffserklärung
Der Titel „Herztier“ ist eine Anlehnung an den rumänischen Neologismus inimal, eine Verschmelzung der Wörter inimă (Herz) und animal (Tier).
Jeder Mensch, so sagt der Roman, trägt ein Herztier in sich, das seinen Charakter und sein Gemüt bestimmt.
„Wenn das Lied zu Ende ist, glaubt sie, das Kind liegt tief im Schlaf. Sie sagt: Ruh dein Herztier aus, du hast heute so viel gespielt.“ (Seite 40)
„Er liebt sie nicht, aber sie kann ihn beherrschen, indem sie zu ihm sagt: Dein Herztier ist eine Maus.“ (Seite 81)
„Aus jedem Mund kroch der Atem in die kalte Luft. Vor unseren Gesichtern zog ein Rudel fliehender Tiere. Ich sagte zu Georg: Schau, dein Herztier zieht aus.“ (Seite 89)

## Inhalt
Der Roman beginnt mit einer Geschichte, die von einer jungen Frau namens Lola handelt. Lola stammt aus einem kleinen rumänischen Dorf, das sie verlässt, um in einer Großstadt zu studieren. Dort lebt sie im Studentenheim mit weiteren fünf Mädchen in einem kleinen Zimmer, das sie als „Viereck“ bezeichnen. Um sich in eine andere Welt zu flüchten, hat Lola wahllose Affären mit Fabrikarbeitern, später auch mit einem Turnlehrer der Universität. Weil ihr diese Flucht nicht gelingt, erhängt sie sich. Posthum wird sie öffentlich aus der kommunistischen Partei ausgeschlossen.
Die Ich-Erzählerin lernt drei junge Männer kennen, Edgar, Kurt und Georg. Zusammen schreiben sie regimefeindliche Gedichte, die in einem verlassenen Sommerhaus versteckt werden. Immer wieder von dem Hauptmann Pjele verhört, nehmen die Freunde schließlich nach dem Studium verschiedene Arbeitsstellen an.
Wiederholt verschwinden Menschen auf unerklärliche Weise.
Hauptmann Pjele kontrolliert die Briefe der Ich-Erzählerin an ihre Freunde und leitet sie erst dann weiter. Die Ich-Erzählerin versteckt eine Schachtel mit Briefen und Büchern bei ihrer Schneiderin. Zu dieser Zeit wird die Ich-Erzählerin von Kurt besucht.
Daraufhin springt der Roman in die Zukunft, in der die Erzählerin in Deutschland wohnt und ihre Bekannte Tereza sie besucht, Letztere spioniert allerdings für den Geheimdienst. Ein Bekannter der Erzählerin versucht zu fliehen und wird dabei getötet, die offiziellen Angaben zu seinem Tod werden gefälscht. Nacheinander verlieren alle Freunde, außer Kurt, ihre Arbeit. Durch Tereza findet die Erzählerin eine neue Stelle als Privatlehrerin. Während eines der vielen Verhöre durch den Hauptmann erfährt die Ich-Erzählerin vom Ausreiseantrag ihrer Mutter.
Georg wird von Unbekannten zusammengeschlagen und wird mit gebrochenem Kiefer ins Spital eingewiesen. Als er die Unbekannten verklagen will, nimmt das Gericht die Klage nicht an, da Georg nur einen gefälschten Entlassungsschein aus dem Krankenhaus hat. Kurz danach geht Georg nach Deutschland und begeht in Frankfurt Selbstmord. Die Erzählerin und Edgar reisen später ebenfalls aus, nur Kurt bleibt in Rumänien. In Deutschland angekommen, erhalten die beiden Drohbriefe und Drohanrufe. Sie erfahren, dass Kurt sich erhängt hat, aber vorher noch eine Liste mit Namen von Fluchttoten verschickte. Hier endet das Buch.

## Figuren
Ich-Erzählerin: Wohnt zusammen mit Lola und anderen Mädchen im Viereck. Nach Lolas Selbstmord findet sie deren Tagebuch in ihrem Koffer. Mit der Zeit wird auch sie ein Opfer der Verfolgung. Sie reist mit Edgar nach Deutschland aus. Dort erhält auch sie oft Morddrohungen.
Lola: Lola wohnt zusammen mit der Ich-Erzählerin im „Viereck“. Später ist sie Mitglied der kommunistischen Partei und verteilt Flugblätter. Sie führt ein Tagebuch in dem Kurt, Georg, Edgar und die Ich-Erzählerin nach ihrem Selbstmord lesen. Nach ihrem Tod wird sie öffentlich aus der Partei verstoßen.
Edgar: Er studiert an derselben Universität wie Kurt und Georg. Er kommt aus dem Banat. Zusammen mit Georg, Kurt und der Ich-Erzählerin schreibt er oppositionelle Gedichte. Mit der Zeit wird auch er ein Opfer der Verfolgung durch die Securitate. Er reist mit der Ich-Erzählerin nach Deutschland aus. Dort erhält er wiederholt Morddrohungen.
Kurt: Er ist Student und ein Banater Schwabe. Zusammen mit Georg, Edgar und der Ich-Erzählerin schreibt er oppositionelle Gedichte. Mit der Zeit wird er ein Opfer der Verfolgung durch die Securitate. Nach seinem Studium arbeitet er in einem Schlachthaus als Ingenieur.
Er wird kurz nach der Auswanderung seiner Freunde erhängt aufgefunden.
Georg: Er studiert an derselben Universität wie Kurt und Edgar. Er kommt aus dem Banat. Zusammen mit Kurt, Edgar und der Ich-Erzählerin schreibt er oppositionelle Gedichte. Mit der Zeit wird auch er ein Opfer der Verfolgung durch die Securitate. Nach seinem Studium arbeitet er als Lehrer. Nach der Auswanderung nach Deutschland begeht er Selbstmord, indem er aus einem Fenster springt.
Hauptmann Pjele: Er ist Hauptmann der Securitate und verhört und drangsaliert die Hauptcharaktere Edgar, Georg und Kurt.

## Hintergründe

### Biografischer Hintergrund
Herta Müller, deren Familie zur deutschen Minderheit Rumäniens gehörte, wurde 1953 als Banater Schwäbin in Nitzkydorf, Rumänien geboren.
Weil die Gespräche und die Lage im totalitären System von Nicolae Ceaușescu zu bedrohlich wurden, begann Herta Müller über diese Unterdrückung zu schreiben. Daher kann man auch Parallelen zwischen ihrem Leben in der deutschen Minderheit und dem Leben der Ich-Erzählerin in Herztier erkennen, so zum Beispiel die Arbeit als Übersetzerin in einer Fabrik und ihrer Weigerung zur Mitarbeit bei der Securitate, 1976.
Genau wie Herta Müller erhielt die Ich-Erzählerin eine Bewilligung des gestellten Ausreiseantrags und reiste 1987 nach Deutschland aus.

### Historischer Hintergrund
Unter der Regierung Nicolae Ceaușescus herrschte in dem zum Einflussbereich der Sowjetunion gehörenden Land Rumänien von 1967 bis 1989 eine Diktatur. Das Buch beruht auf den Zuständen des Landes in den 1980er Jahren und den katastrophalen Lebensumständen der Menschen und einiger, die sich dem Regime der Regierung verweigerten und entzogen.
Gleichzeitig stellt es die Lebensbedingungen der deutschen Minderheit in Rumänien dar, der Banater Schwaben. Die Banater Schwaben bestehen noch.

### Rezeption
Herta Müller erhielt 1994 für Herztier den Kleist-Preis.
1998 wurde die englische Übersetzung des Romans mit dem International IMPAC Dublin Literary Award ausgezeichnet, dem weltweit höchstdotierten Literaturpreis für ein einzelnes Werk.
Das Buch wurde 1998 von Michael Hofmann ins Englische übersetzt: „The Land of Green Plums“ (Granta Books, London 1999, ISBN 1-8620-7260-4).

### Kritiken
„Ein seltsames, ein wunderbares Buch“

„Die beklemmende Atmosphäre wird zusätzlich durch die vielfältige Krankheits- und Todesmotivik getragen“

### Theater
Eine szenische Lesung des Romans hatte am 20. April 2009 am Berliner Maxim Gorki Theater Premiere. Eine von Herta Müller autorisierte Bühnenfassung von Carsten Ramm und Nadine Schüller wurde am 16. April 2011 von der Badischen Landesbühne Bruchsal zur Uraufführung gebracht. Am Theater Konstanz hatte am 13. Oktober 2013 eine weitere autorisierte Bühnenfassung von Herztier ihre Uraufführung (Text und Regie: Mario Portmann).

## Auszeichnungen
- 1989: Ricarda-Huch- und Marieluise-Fleißer-Preis
- 1991: Kranichsteiner Literaturpreis
- 1994: Kleist-Preis
- 1998: International IMPAC Dublin Literary Award

## Ausgaben
- Erstausgabe: Rowohlt, Reinbek bei Hamburg 1994, ISBN 978-3-498-04366-7. rororo 13709 1996, ISBN 3-499-13709-7.
- Taschenbuch: Fischer TB 17537, Frankfurt am Main 2007, ISBN 978-3-596-17537-6; Fischer Taschenbibliothek 51153, Frankfurt am Main 2010, ISBN 978-3-596-51153-2 (limitierte Sonderausgabe).
- Gebundene Ausgabe: Hanser, München / Wien, 2007, ISBN 978-3-446-20877-3
- als Hörbuch: Ungekürzte Lesung von Katja Riemann, Regie: Margrit Osterwold (5 Audio-CDs, 397 Minuten), Hörbuch Hamburg, 2011, ISBN 978-3-899-03150-8.